# Клан Маклауд
Клан Маклауд (енгл. Clan MacLeod) је шкотски клан из области Хајленд (енгл. Highland – што би на српском гласило отприлике Висока земља или Гора). Оригинални галски облик за назив овог клана је "Clann Mhic Leòid", где "Clann" има значење “деца”, док је "mhic" генитив од "mac", галски назив за сина, а "Leòid" је генитив од "Leòd". Одређени члан ("an ili na") обично се у галском језику избегавао у ланцу генитива. Цела фраза према томе има значење “Деца Лаудовог сина” ("енгл. The children of the son of Leod").

## Историја

### Порекло клана
Шкотски кланови су фамилијске групе или групе људи који су међусобно сви ближи или даљи породични сродници. Овај клан тврди се да потиче од Лауда (енгл. Leod). На галском језику Leòd, на старонорвешком  што значи “гадни” или “плаховити” или на норвешком  што значи „кућа са сондажом“ ("енгл. sounding house"), требало би да буде син Олафа Црног, Краља људи и острва (енгл. Olav the Black, King of Man and the Isles). Лауд је био први вођа и дао је клану патронимик (име изведено од имена оца) Маклауд (енгл. MacLeod), што значи “Лаудов син”. Породично име се такође пише и као McLeod (Mc, M' i M'c су све скраћенице од Mac), као и у другим варијацијама које нису баш строго тачне, као што су McLoud и McCloud.(један славни пример за овај последњи облик презимена је “Sam McCloud” (Сем Маклауд) којег је играо Денис Вивер (енгл. Dennis Weaver) у једној од водећих америчких ТВ серија у седамдесетим годинама. 
Данвеган Касл (Dunvegan Castle) је тврђава која је припадала поглавицама или вођама клана Маклауд за скоро 800 година и све време је била њихов дом. 
Лауд је имао два сина, Тормода (Tormod) и Торкила (Torquil). Тормод је засновао Сиол Тормоид (Sìol Thormoid) од којег воде порекло Маклауди од Хариса и Скаја. (MacLeods of Harris and Skye), док је Торкил предак (праотац) Маклауда од Луиса и Расеја (MacLeods of Lewis and Raasay), или оснивач Сиола Торкила (Sìol Thorcuill). Маклауди од Хариса и Скаја обично спелују њихово име на енглеском језику користећи велико латинично слово (“L”), док је чини се за Маклауде од Луиса традиција да своје име спелују користећи мало слово (“l”).
Главни протагонисти филма Хајлендер (енгл. Highlander) или како је код нас преведено Горштак као и истоимене серије су у оба случаја измишљени ликови Маклауда.